# Yorito
Yorito é uma cidade hondurenha do departamento de Yoro.